# Ван Шичжэнь
Ван Шичжэ́нь (кит. трад. 王世貞, упр. 王世贞, пиньинь Wáng Shìzhēn; 1526—1590) — выдающийся китайский писатель и поэт времен империи Мин.

## Биография
Происходил из семьи чиновников Ван. Родился в 1526 году в области Тайцан (на территории современной провинции Цзянсу). Сын провинциального чиновника Ван Юя. Получил классическое образование. В 1547 году сдал императорский экзамен и получил звание цзяньши. Последовательно работал в судебных учреждениях префектур на территории современной провинции Хэнань, впоследствии получает назначает до провинциального правительства Нанкина. В итоге получает назначение в центральном правительству империи. В целом о государственной деятельности Ван Шичжэня сохранилось мало сведений. Во время службы в Пекине тесно сошелся с «семеркой поздних» поэтов, особенно подружился с Ли Пань-Луном, от которого воспринял идею «возврата к древности» в поэзии и прозе.

## Творчество
Был наиболее заметной фигурой среди писателей и поэтов своего времени. Часть произведений в прозе составили сборник «Четыре рукописи отшельника Яньчжоу», «Продолжение».
Известен также как драматург. Самым известным произведением является «Поющий феникс», написанное в 1565 году в стиле чуаньци, где впервые в китайской драматургии воспроизводятся события политической жизни, борьбы его времени.
Его стихи выделялись на общем фоне гибкостью и живописностью. Значимыми среди них являются «У Западного дворца ропщу на судьбу», «Оуян в связи с успешным укрощением севера», «Собрался посетить Чжоу Гун-ся в Гуанлине, но потерпел неудачу».

### «Цветы сливы в золотой вазе»
Считается автором известного эротического романа «Цветы сливы в золотой вазе». Его создание связано с легендой. Ван Ю, отец Ван Шичжэня, был казнен по навету представителя влиятельной семьи Янь Шифаня. Среди прочего, последний был известен своей любовью к литературе с необычным сюжетом. Этой слабостью и решил воспользоваться Ван Шичжэнь. Побочным результатом этого плана стал эротический роман, состоящий из ста глав и около миллиона иероглифов.
По легенде Ван Шичжэнь под псевдонимом «Ланьлинский насмешник» написал необычный для китайской литературной традиции роман. Ван Шичжэнь пропитал страницы книги мышьяком и продал ее Янь Шифаню. Тот перелистывал страницы и подносил руки ко рту, так что вскоре, с интересом прочитав роман, умер от отравления.